# Hatoko Kobayashi
'Hatoko Kobayashi' (小林 鳩子 Kobayashi Hatoko?) es un personaje de la serie de anime y manga Angelic Layer. Es la coprotagonista de la serie pues es la Deus que se hace más amiga de Misaki Suzuhara.

## Historia en la serie
Hatoko es un personaje de la serie de anime y manga Angelic Layer. Es una niña de 5 años de Kindergarden y hermana de Kōtarō Kobayashi. Hatoko es una experta en el Angelic Layer a pesar de su edad. Se le conoce como La Diosa de la Victoria.
Su ángel es Suzuka. Hatoko es la primera Deus fuerte en pelear con Misaki (manga solamente). Pero fue vencida por Sai en las finales del Torneo. Hatoko es la primera persona en ganarle a Misaki en una pelea. Al final del anime, Hatoko molesta a Kotaro y a Tamayo quienes ya son novios. Hatoko quiere probar que en una pelea la edad no importa. Su grito de pelea es Ve más rápida que la luz y el sonido, Suzuka!!.
Como cualquier niña de su edad, es muy fastidiosa con su hermano, Kotaro y lo califica de menso y lento (por no saber a tiempo sus sentimientos de este hacia Misaki).

En Kobato muestran un hospital con su apellido, Hospital Kobayashi.

## Similitudes con otros personajes deCLAMP
El diseño de Hatoko es parecido al de Tomoyo Daidouji de Card Captor Sakura, también junto a Suzuka tienen similitudes por el cabello con Meiling Li de Card Captor Sakura y Kotoko de Chobits.
- Datos: Q5892785